# تنها دو بار زندگی می‌کنیم
تنها دو بار زندگی می‌کنیم فیلم سینمایی ایرانی ساخته شده در ۱۳۸۶ به کارگردانی بهنام بهزادی بروجنی است. این فیلم که اولین فیلم بلند سینمایی بهزادی است، پس از نمایش عمومی مورد توجه منتقدین قرار گرفت و در جشنواره‌های گوناگون شرکت کرده و جوایزی را کسب کرده‌است.

## خلاصهٔ داستان
سیامک راننده مینی‌بوس است. او تصمیم می‌گیرد در فرصتی چند روزه، کارهایی را که همیشه حسرت‌شان را داشته انجام دهد و در روز تولدش از دنیا برود.

## بازیگران
| بازیگر          | نقش              |
| علیرضا آقاخانی  | سیامک            |
| نگار جواهریان   | شهرزاد           |
| عبادالله کریمی  | پاژنگ            |
| رایا نصیری      | دکتر منیژه احمدی |
| رامین راستاد    | ناصر             |
| هما هاشمی       | زن افغانی        |
| شاهین جواد زاده | پزشک معالج       |
| نرگس صفدریان    | مسافر مینی بوس   |
| فرزانه ارسطو    | دستفروش          |
| حمید میرباقری   | شوهر منیژه       |
| رضا بهبودی      | غلام             |